# تهدئة (تمرين)
التهدئة (يُعرف أيضًا التبريد) هو العودة بالنشاط البدني بعد الجهد إلى طبيعته. قد يتضمن تمرين التهدئة بعد التمرين الأساس أو الرشيس الهرولة ببطء أو المشي بضع دقائق. تساعد التهدئة على عودة سرعة القلب إلى معدل الراحة.
ليس لهذه العملية عمومًا أثر يذكر على الفوائد قصيرة الأمد أو طويلة الأمد، مثل ألم العضلات المتأخر أو الوقاية من الإصابة. ولكن العديد من الرياضيين يقولون أنهم يشعرون بتحسن إذا شاركوا في نشاط التهدئة.

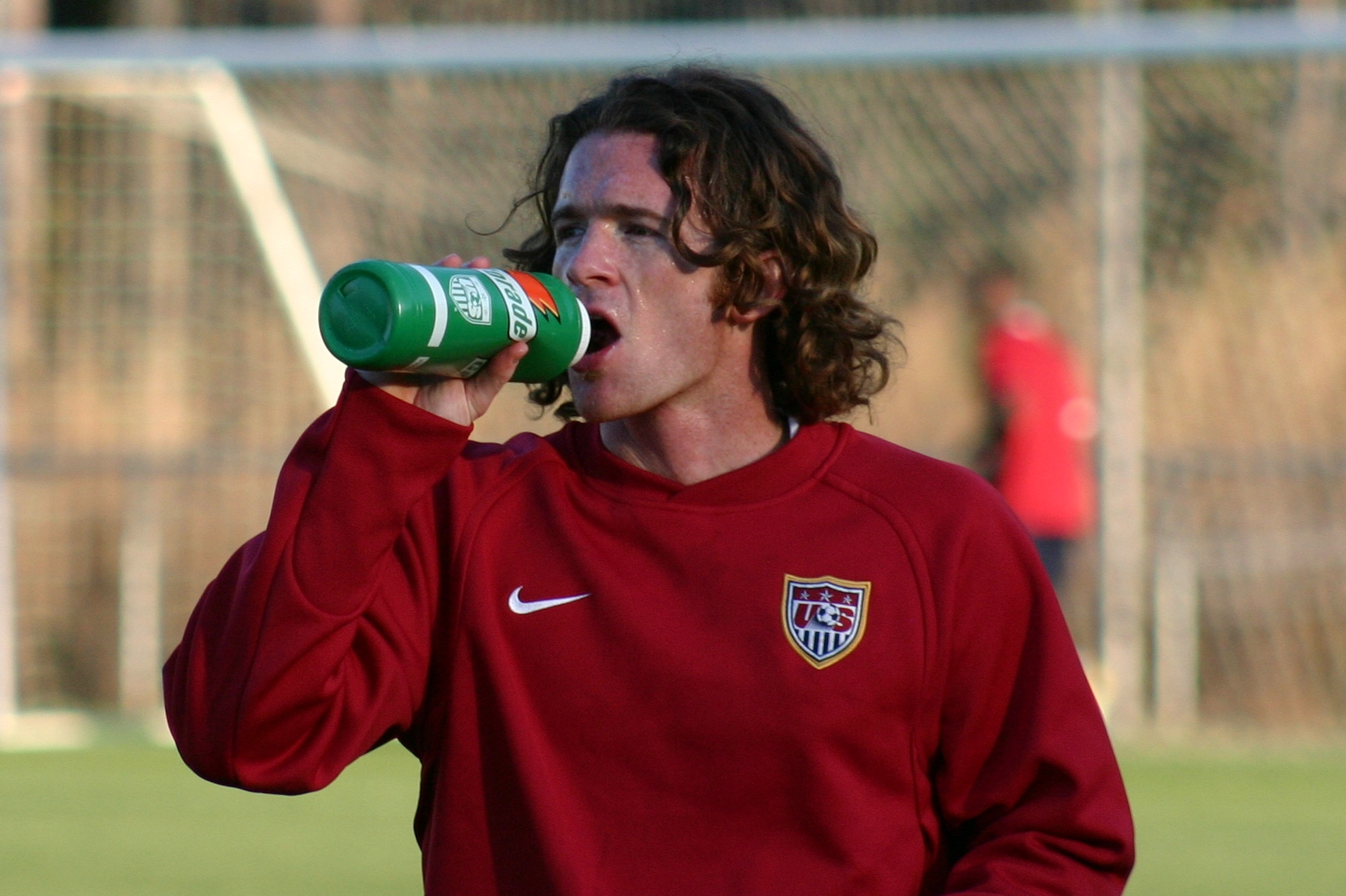
إعادة الترطيب بعد التمرين